# Zierliches Schillergras
Das Zierliche Schillergras oder Steppen-Schillergras (Koeleria macrantha) ist eine Pflanzenart aus der Gattung der Schillergräser (Koeleria) innerhalb der Familie der Süßgräser (Poaceae).

## Beschreibung

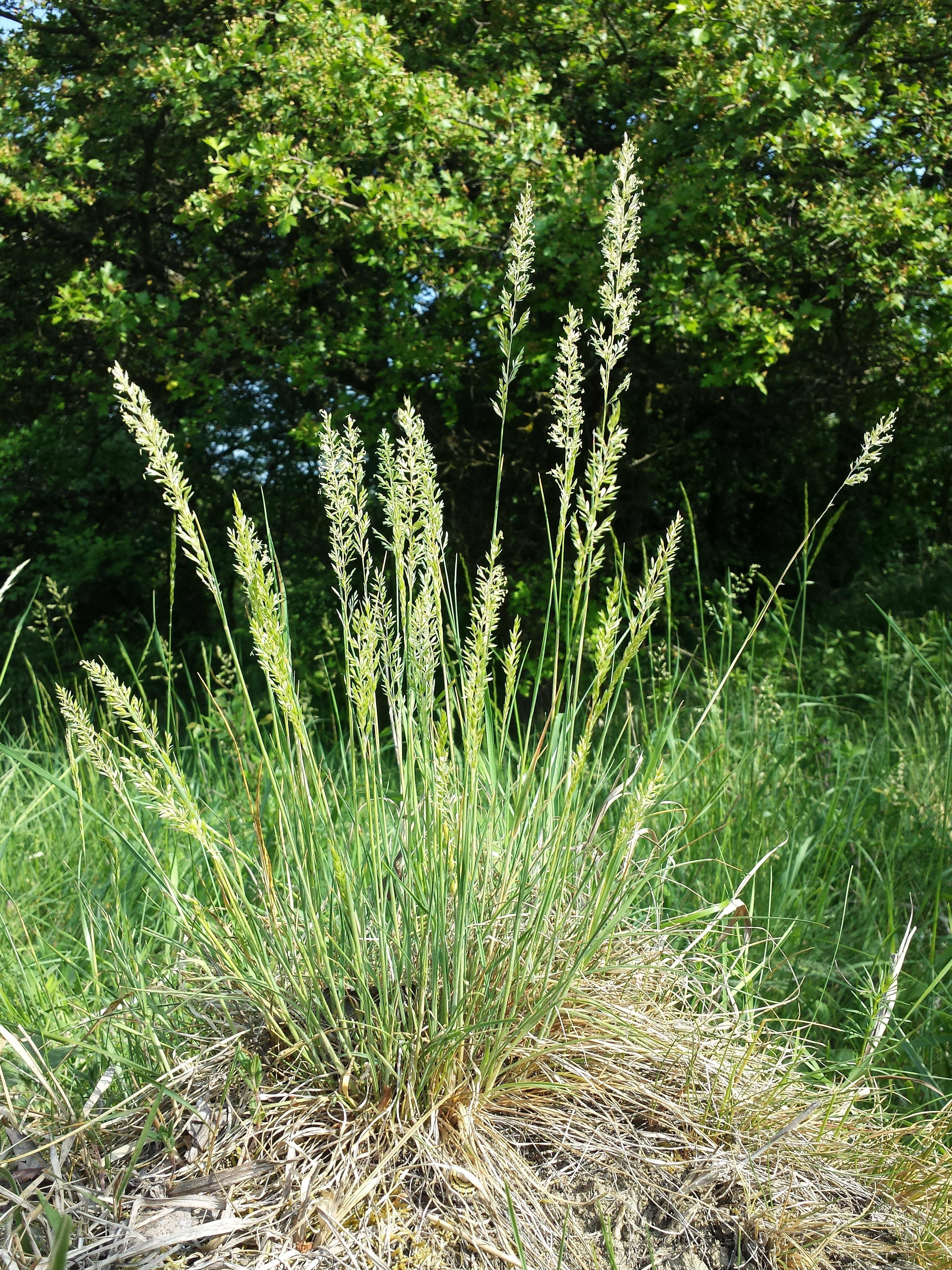
Habitus

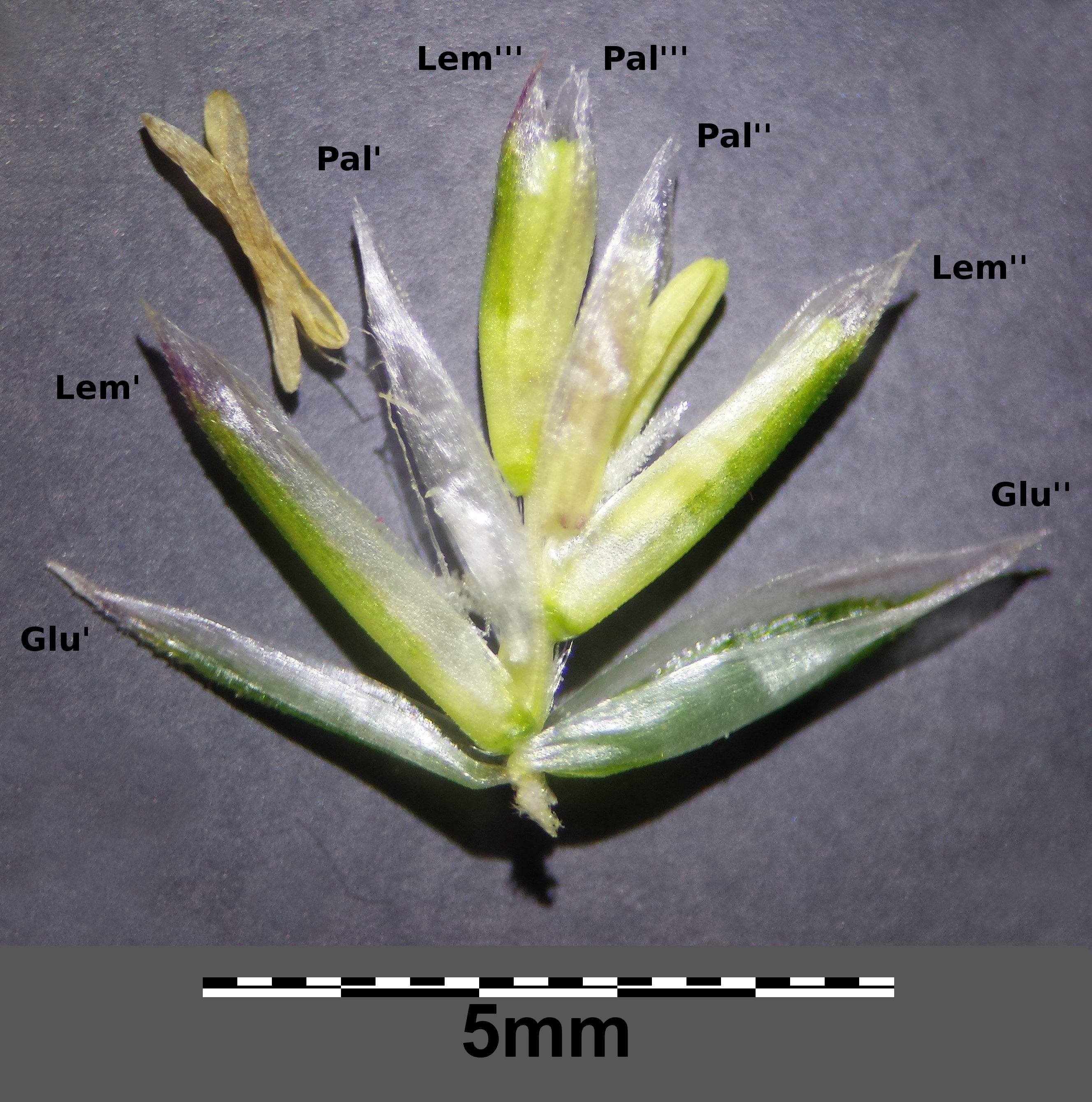
Ährchen

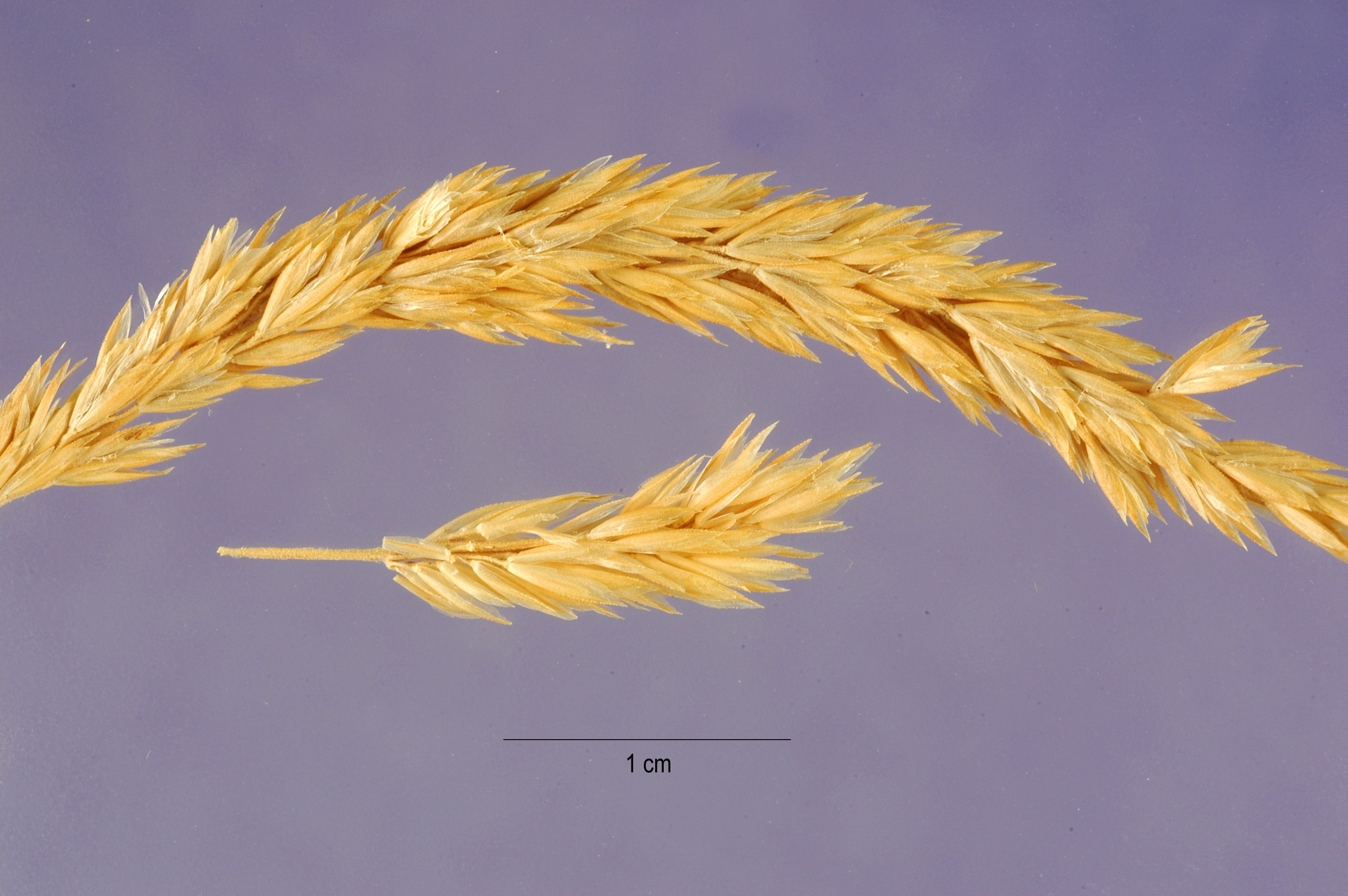
Fruchtstand

### Vegetative Merkmale
Das Zierliche Schillergras ist eine ausdauernde krautige Pflanze, die Wuchshöhen von 10 bis 70 Zentimetern erreicht. Es bildet graugrüne lockere Horste. Die Erneuerungssprosse stehen einzeln und wachsen innerhalb der Blattscheiden empor. Nur selten werden kurze, dann unterirdische Ausläufer gebildet. Die Halme sind kahl, höchstens unterhalb des Blütenstandes und der ein bis drei kahlen Knoten mit kurzen Haaren (Indument) besetzt.
Die Blattscheiden sind alle oder nur die unteren an den Erneuerungssprossen dicht und weich behaart oder die Haare sind zerstreut, lang und abstehend.  Seltener sind nur die unteren Blattscheiden behaart. Die Blattscheiden der Halmblätter sind meist kurz und weich behaart. Das Blatthäutchen ist als häutiger Saum von etwa 0,5 Millimeter Länge ausgebildet. Die Blattspreite ist zusammengerollt, rund 18 cm lang und hat einen Durchmesser von 0,5 bis 1 Millimeter. Sie kann auch ausgebreitet sein, ihre Breite ist dann 1 bis 2, selten bis 3 Millimeter. An beiden Rändern ist sie mit abstehenden, rund 1 Millimeter langen Haaren besetzt.

### Generative Merkmale
Die Blütezeit reicht von Juni bis Juli, seltener bis in den August. Der rispige Blütenstand ist bei einer Länge von 6 bis 12, selten bis 20 Zentimetern sowie bei einer Breite von 5 bis 30 Millimeter dicht, zusammengezogen und walzlich. Er ist zur Anthese leicht ausgebreitet; im unteren Teil kann er gelappt oder unterbrochen sein, im oberen Teil ist er verschmälert. Die 4,5 bis 5 Millimeter langen Ährchen enthalten zwei bis vier Blüten. Die Blütchen fallen zur Samenreife einzeln aus den Hüllspelzen aus. Die ungleichen Hüllspelzen sind kahl, lanzettlich und spitz. Die untere Hüllspelze ist einnervig und 3,5 bis 4 Millimeter lang, die obere ist dreinervig und 4 bis 4,5 Millimeter lang. Die dreinervigen Deckspelzen sind bei einer Länge von 3,5 bis 5 Millimeter lanzettlich und zugespitzt oder tragen eine Grannenspitze. Der untere Teil der Deckspelze ist glatt, der obere rau. Die Vorspelzen sind gleich lang wie die Deckspelzen. Die Staubbeutel sind 2 Millimeter lang.
Die Karyopse ist 2,5 bis 3 Millimeter lang.
Die Chromosomenzahl beträgt 2n = 14, 28.

## Vorkommen
Das Zierliche Schillergras kommt in der Neuen Welt in subtropisch-subalpinen Gebieten, sowie circumpolar in der meridionalen bis gemäßigtenen Gebieten vor, der Kontinentalitätsgrad reicht von c2 bis c8 (von 10). In Nordamerika kommt es südlich bis Mexiko vor. In Australien ist es möglicherweise ein Neophyt.
Das Zierliche Schillergras kommt in Deutschland bis in die Voralpenstufe zerstreut vor. Nur in den wärmeren Gebieten ist es hier häufiger. Es wächst in Magerrasen, an bebuschten Abhängen, auf trockenen Wiesen, an Wegrainen, an Waldrändern und in Kiefernwäldern. Es ist eine Licht- bis Halbschattenpflanze, es zeigt Trockenheit und Magerkeit des Bodens an. Pflanzensoziologisch ist es eine Klassenkennart der Trocken- und Halbtrockenrasen (Festuco-Brometea), sowie der Kiefernwälder kalkreicher Trockenlagen (Erico-Pinion).
In Österreich kommt es von der collinen bis zur montanen Höhenstufe vor. Im pannonischen Raum ist es häufig, ansonsten selten. In Osttirol und Vorarlberg fehlt es, ebenso in Liechtenstein. In den Alpen, der Böhmischen Masse, dem nördlichen und südöstlichen Alpenvorland ist es als gefährdet eingestuft. Als Standorte in Österreich werden Trockenrasen und Steppenrasen angegeben. Es steigt im Kanton Wallis bei Zermatt bis zu einer Höhenlage von 2700 Meter auf.
Die ökologischen Zeigerwerte nach Landolt et al. 2010 sind in der Schweiz: Feuchtezahl F = 1+ (trocken), Lichtzahl L = 4 (hell), Reaktionszahl R = x, Temperaturzahl T = 4 (kollin), Nährstoffzahl N = 2 (nährstoffarm), Kontinentalitätszahl K = 4 (subkontinental).

## Systematik
Die Erstveröffentlichung erfolgte 1815 unter dem Namen (Basionym) Aira macrantha durch Carl Friedrich von Ledebour in Mémoires de l'Academie Imperiale des Sciences de St. Petersbourg Band 5, S. 515–516. Die Art wurde 1824 durch Joseph August Schultes in Mantissa in Volumen Secundum. Systematis Vegetabilium Caroli a Linne ex Editione Joan. Jac. Roemer... S. 345 als Koeleria macrantha (Ledeb.) Schult. in die Gattung Koeleria gestellt. Synonyme für Koeleria macrantha (Ledeb.) Schult. sind Aira cristata L., Koeleria cristata (L.) Pers., Koeleria gracilis Pers., Koeleria cristata subsp. gracilis (Pers.) Beck.
Je nach Autor gibt es zwei Unterarten:
- Koeleria macrantha (Ledeb.) Schult. subsp. macrantha: Sie kommt in den gemäßigten Zonen der Nordhalbkugel vor, südlich bis Mexiko.[3]
- Koeleria macrantha subsp. transsilvanica (Schur) A.Nyár.: Dieser Endemit kommt in den östlichen bis südlichen Karpaten vor.[3]

## Belege
1. 1 2 3 4 5 6  
Hans Joachim Conert: Familie Poaceae. S. 264–267. In: Gustav Hegi: Illustrierte Flora von Mitteleuropa. 3. Auflage, Band I, Teil 3, Verlag Paul Parey, Berlin und Hamburg 1987, ISBN 3-489-52020-3.
2. 1 2 3 4 5 6  
Hans Joachim Conert: Pareys Gräserbuch. Die Gräser Deutschlands erkennen und bestimmen. Parey, Berlin 2000, ISBN 3-8263-3327-6, S. 378.
3. 1 2 3 4  
Datenblatt Koeleria macrantha. bei POWO = Plants of the World Online von Board of Trustees of the Royal Botanic Gardens, Kew: Kew Science.
4. ↑  
Eckehart J. Jäger, Klaus Werner (Hrsg.): Exkursionsflora von Deutschland. Begründet von Werner Rothmaler. 10., bearbeitete Auflage. Band 4: Gefäßpflanzen: Kritischer Band. Elsevier, Spektrum Akademischer Verlag, München/Heidelberg 2005, ISBN 3-8274-1496-2.
5. ↑  
Manfred A. Fischer, Karl Oswald, Wolfgang Adler: Exkursionsflora für Österreich, Liechtenstein und Südtirol. 3., verbesserte Auflage. Land Oberösterreich, Biologiezentrum der Oberösterreichischen Landesmuseen, Linz 2008, ISBN 978-3-85474-187-9.
6. ↑  
Koeleria macrantha (Ledeb.) Schult. In: Info Flora, dem nationalen Daten- und Informationszentrum der Schweizer Flora. Abgerufen am 3. Juli 2023.